# Atopobium
Atopobium es un género de bacterias grampositivas de la familia Atopobiaceae. Fue descrito en el año 1993. Su etimología hace referencia a ser vivo extraño. Son bacterias anaerobias estrictas e inmóviles. Se han aislado de caballos y de muestras clínicas humanas, aunque su patogenicidad no está clara. 

## Taxonomía
Actualmente existen 3 especies descritas:
- Atopobium deltae
- Atopobium fossor
- Atopobium minutum